# اسپورز
با اسپرز سوادکوه اشتباه نگیرید.
اسبورز، روستایی است از توابع بخش مرکزی شهرستان ساری در استان مازندران ایران. لبنیاتی فرجی دامداری فرجی و لوازم خانگی فرجی قنادی ثمین و لوازم قنادی تیارا آپاراتی رضا از مغازه های معروف این روستا است .

## جمعیت
این روستا در دهستان میان‌دورود کوچک قرار داشته و براساس آخرین سرشماری مرکز آمار ایران که در سال ۱۴۰۱ صورت گرفته، جمعیت آن  (۲۵۵ خانوار) بوده‌است.